# ألاين كوريول
ألاين كوريول (بالفرنسية: Alain Couriol)‏، من مواليد 24 أكتوبر 1958 في باريس في فرنسا ، لاعب كرة قدم فرنسي سابق.
لعب مع منتخب فرنسا لكرة القدم.

## روابط خارجية
- ألاين كوريول على موقع الاتحاد الدولي (مؤرشف)  (الإنجليزية)
- ألاين كوريول على موقع قاعدة بيانات كرة القدم.إي يو (الإنجليزية)
- ألاين كوريول على موقع ناشيونال فوتبول تيمز (الإنجليزية)
- ألاين كوريول على موقع عالم كرة القدم.نت (الإنجليزية)